# Condizione della donna in Somalia

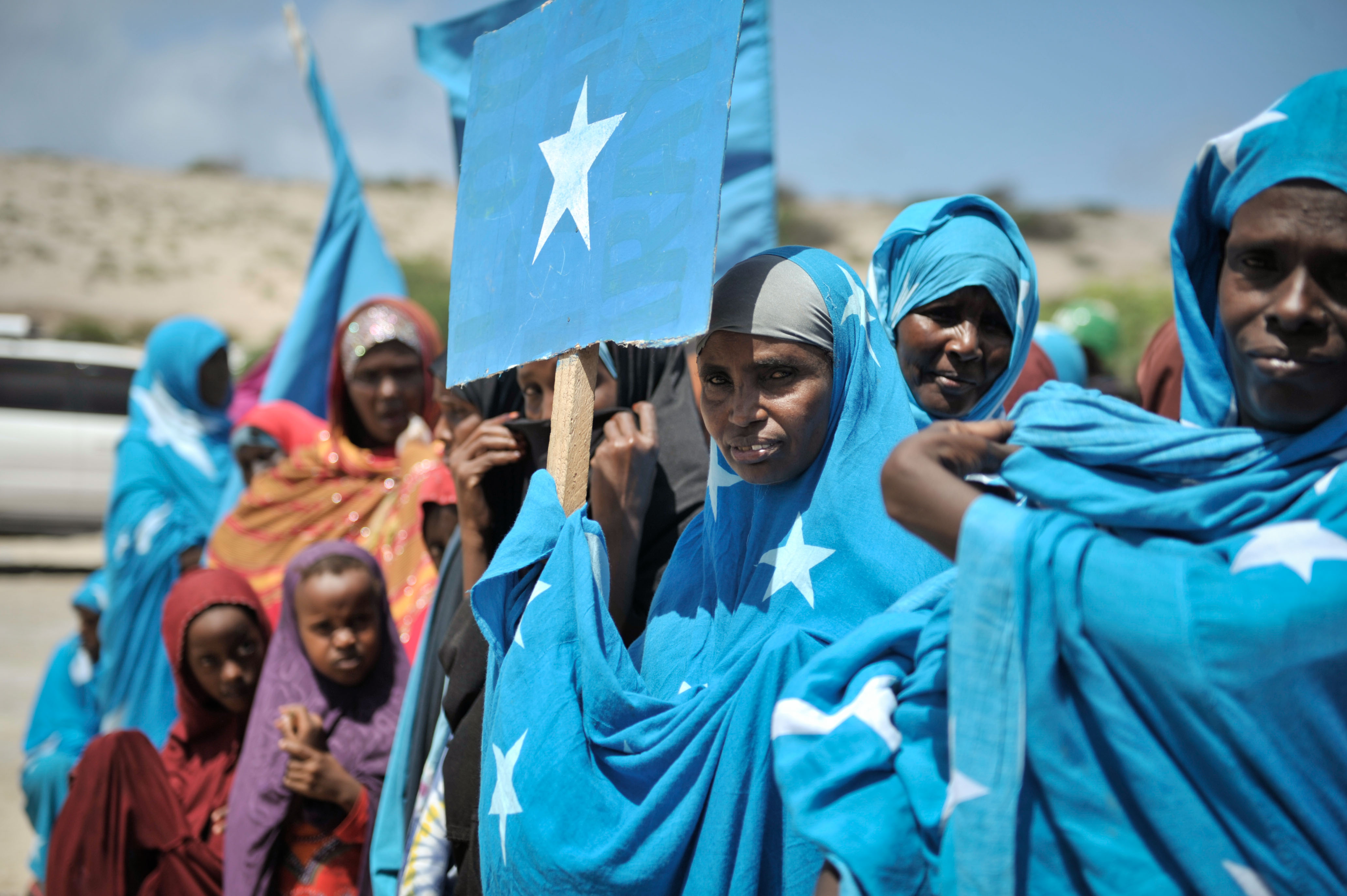
Donne somali che indossano un abbigliamento con i colori della bandiera della Somalia alla cerimonia di consegna di un nuovo pozzo donato dalla missione dell'Unione Africana ad una comunità locale nella capitale del paese, Mogadiscio.

Il ruolo di genere, la condizione femminile e i diritti delle donne in Somalia rimangono fortemente dominati dalle strutture sociali interne ai diversi clan presenti nel paese. 
Le donne costituiscono una parte fondamentale della società, con ruoli chiaramente definiti e importanti soprattutto in ambito familiare; ciò include anche le donne somale delle regioni di Puntland e Somaliland, quest'ultima un territorio auto-dichiaratosi autonomo e riconosciuto a livello internazionale come stato membro federato (vedi regioni della Somalia).

## Popolazione

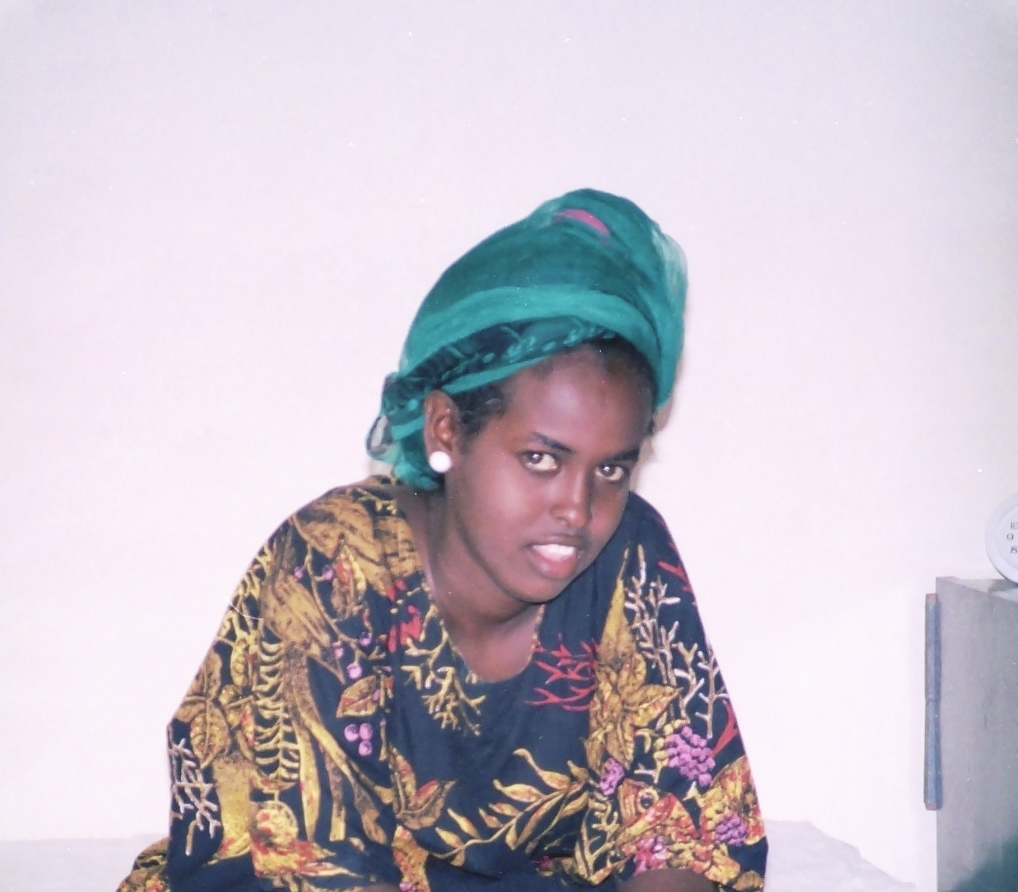
Una giovane donna somala.

La maggior parte della popolazione Somala è musulmana. La popolazione del paese si sta espandendo ad un tasso di crescita del 1,67% annuo e un tasso di natalità di 41,45 nati ogni 1.000 abitanti. 
Il tasso di fertilità totale è di 6,17 bambini nati per donna (stime del 2013), il quarto più alto del mondo, questo secondo il CIA World Factbook. 
La maggior parte dei residenti locali è giovane, con un'età media di 17,7 anni; circa il 44,3% della popolazione è tra i 10 e i 14 anni, il 53,5% tra i 15 e i 64 anni e solo il 2,3% è oltre i 65 anni. La proporzione sessuale è approssimativamente equilibrata, con un lieve maggior numero di uomini.

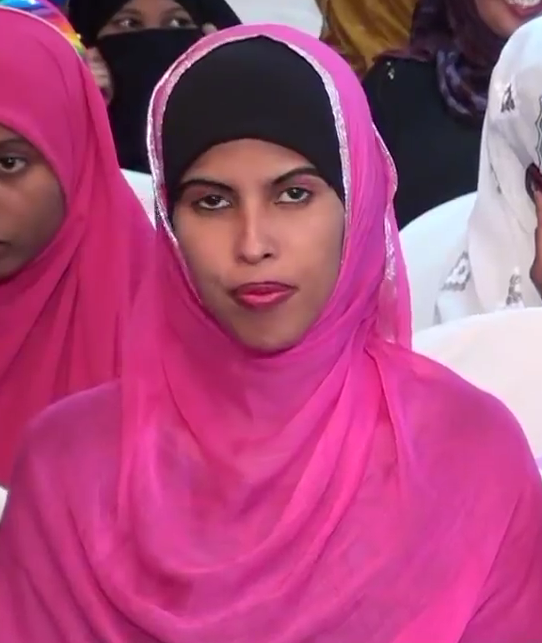
Donna somala.

## Clan e struttura familiare
I raggruppamenti in clan dei popoli somali sono importanti unità sociali e l'adesione ad essi è una parte centrale sia della cultura che della stessa politica. I clan seguono la patrilinearità e spesso sono divisi in sottogruppi, a loro volta con molte sotto-divisioni interne.
La società tradizionalmente è etnicamente rispettosa dell'endogamia e così, per estendere i legami di alleanza, il matrimonio viene spesso celebrato tra tribù differenti. 
Uno studio apposito ha rilevato che su 89 matrimoni contratti da uomini del clan "Dhulbahante", 55 (il 62%) erano con donne di un sotto-clan differente da quello del marito; 30 (il 33,7%) erano con donne appartenenti ai clan circostanti di altre famiglie tribali ("Isaaq", 28 e Hauia, 3); mentre 3 (il 4,3%) erano con donne di altri clan della famiglia tribale "Darod" (Majeerteen, 2 e Ogaden-Maxamed-Subir, 1).
I principali clan somali includono i "Darod", i "Dir", gli "Hauia", gli "Isaaq" e i "Rahanweyn" (suddivisi in Digil e Mirifle).
Nel 1975 sono state messe in atto le riforme governative più importanti del diritto di famiglia in un paese del mondo islamico, l'allora Repubblica Democratica Somala, che hanno posto in una condizione di uguaglianza di genere, comprendendovi anche i mariti e le mogli. La legge ha dato pertanto uno status uniforme al momento del divorzio e il diritto esclusivo di controllare autonomamente - per ciascun coniuge - la propria proprietà personale. 

## Abbigliamento
Durante le regolari attività quotidiane le donne solitamente indossano il "guntiino", un lungo pezzo di panno legato sulla spalla e avvolto intorno alla vita. 
Esso è tradizionalmente realizzato in tessuto bianco chiaro a volte con bordi decorativi, anche se oggi più frequentemente viene usato l'"alindi", un tessuto comune nella regione del Corno d'Africa e in alcune parti del Nordafrica. 
L'indumento può essere indossato in diversi stili e con diversi tessuti.

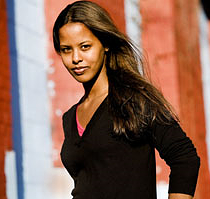
La regista Idil Ibrahim.

Per eventi più formali, tipo matrimoni o celebrazioni religiose come Id al-fitr, le donne indossano il "dirac", un vestito lungo, leggero e diafano fatto di tessuto di cotone, di poliestere o di "saree". Il dirac è correlato all'abito arabo a maniche corte (il Caffettano). 
Conosciuta come "gorgorad" la sottoveste è fatta di seta e serve come parte chiave dell'abbigliamento generale. 
Il dirac è di solito brillante e molto colorato, gli stili più popolari sono quelli con bordi a fili dorati. 
In passato anche il tessuto per dirac è stato spesso acquistato dai mercanti dell'Asia meridionale.
Le donne sposate tendono ad avere sciarpe che avvolgono la testa denominate "shash" e spesso coprono anche la parte superiore del corpo con uno scialle chiamato "garbasaar". 
Le donne non sposate o giovani, tuttavia, non coprono sempre le loro teste. Anche l'abito arabo tradizionale come il jilbab è comunemente indossato.
Inoltre le donne somale hanno una lunga tradizione che le vuole indossare gioielli d'oro e argento, in particolare braccialetti. Durante i matrimoni la sposa è spesso ornata in oro. Molte donne tradizionalmente indossano anche collane e cavigliere d'oro. La "Xirsi", una speciale "collana coranica" viene spesso portata anche in paesi come l'Etiopia e lo Yemen.
L'"hennè" è un'altra parte importante della cultura somala. Viene applicato dalle donne sulle mani, le braccia, i piedi e il collo durante i matrimoni, le feste religiose, il Ramadan e altre occasioni festive. 
I disegni somali di henné sono simili a quelli della penisola araba, spesso caratterizzati da motivi floreali e forme triangolari. Le feste di hennè sono solitamente tenute prima della cerimonia di nozze.

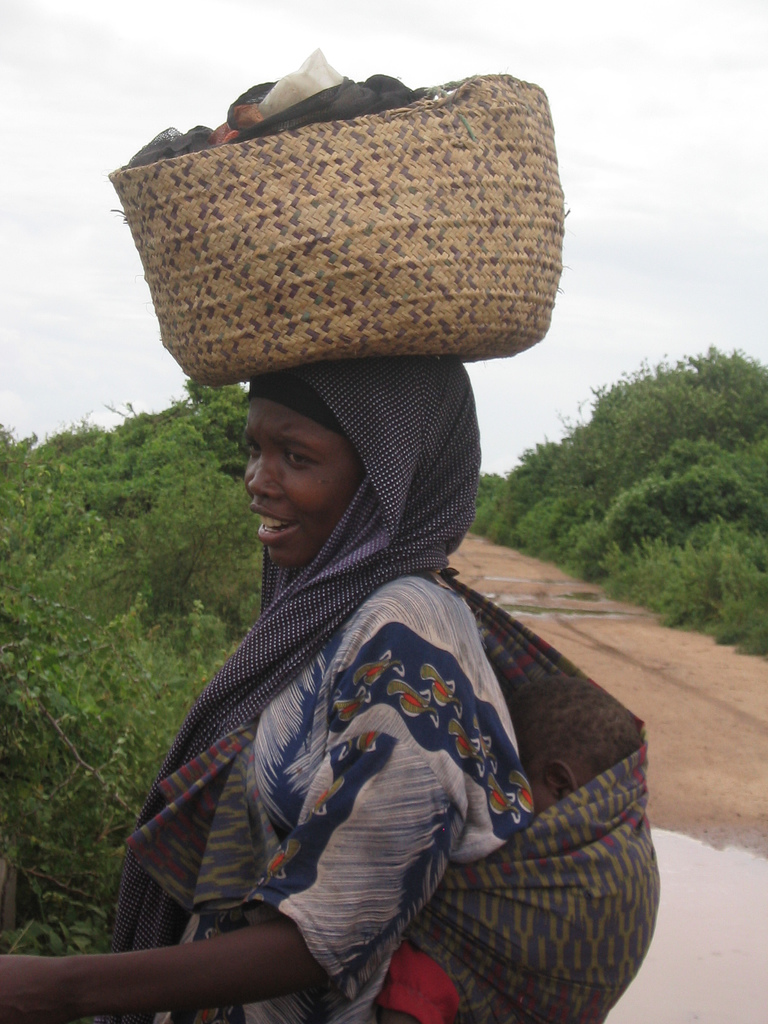
Donna somala Bantu.

## Letteratura
La Somalia ha una lunga tradizione poetica. Diverse forme somale di poesia molto ben sviluppate includono il "buraanbur" eseguito dalle donne, così come il "gabay", il "jiifto", il "geeraar", il "wiglo", il "beercade", l'"afarey" e il "guuraw". 
Il "gabay" (poema epico) è per lo più composto e recitato dagli uomini; ha una lunghezza e una metrica più complessi, spesso giungendo a superare le 100 righe. 
È considerato segno distintivo del livello poetico raggiunto quando un giovane è in grado di comporre tali versi e viene considerato come la vetta della poesia.
"Buraanbur", che è composto da una metrica più leggera, viene recitato principalmente da donne. Gruppi di memorizzatori e recitatori (gli "hafidayaal") propagano tradizionalmente la forma d'arte quando è meglio sviluppata. 
I poemi ruotano intorno a diversi temi principali, tra cui il "baroorodiiq" (l'elegia), l'"amaan" (la lode), la "jacayl" (una romanza), il "guaadin" (diatribe), il "digasho" (maligno) e il "guubaabo" (guida). Il "baroorodiiq" è composto per commemorare la morte di un poeta o una figura prominente.

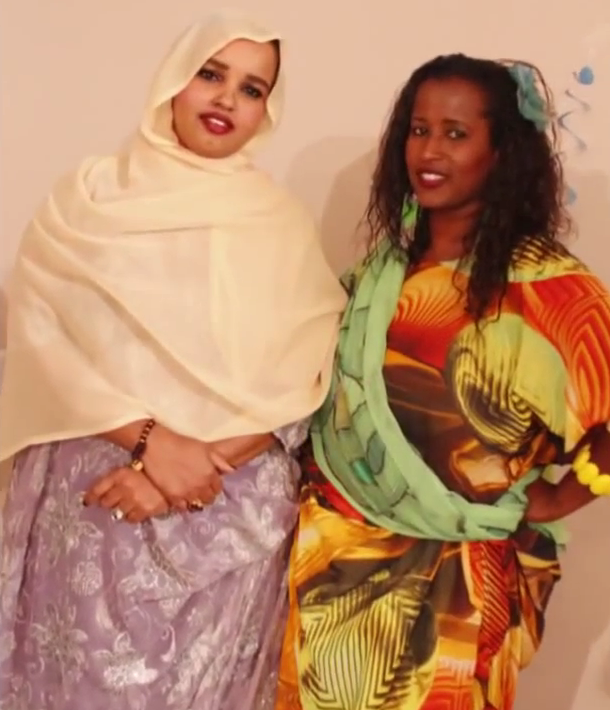
Donne somale in abiti tradizionali.

## Figure di rilievo
Le donne di spicco del paese includono la presidente della "Barnet Muslim Women's Network" Hanan Ibrahim, l'ex ministra federale dello sviluppo sociale Maryam Qaasim, l'ex ministra degli affari esteri della Somalia Fowsiyo Yusuf Haji Adan, l'ex ministra degli esteri della regione del Somaliland Edna Adan Ismail e l'attivista nonché consulente parlamentare Hodan Ahmed.